# Evangelium Longum

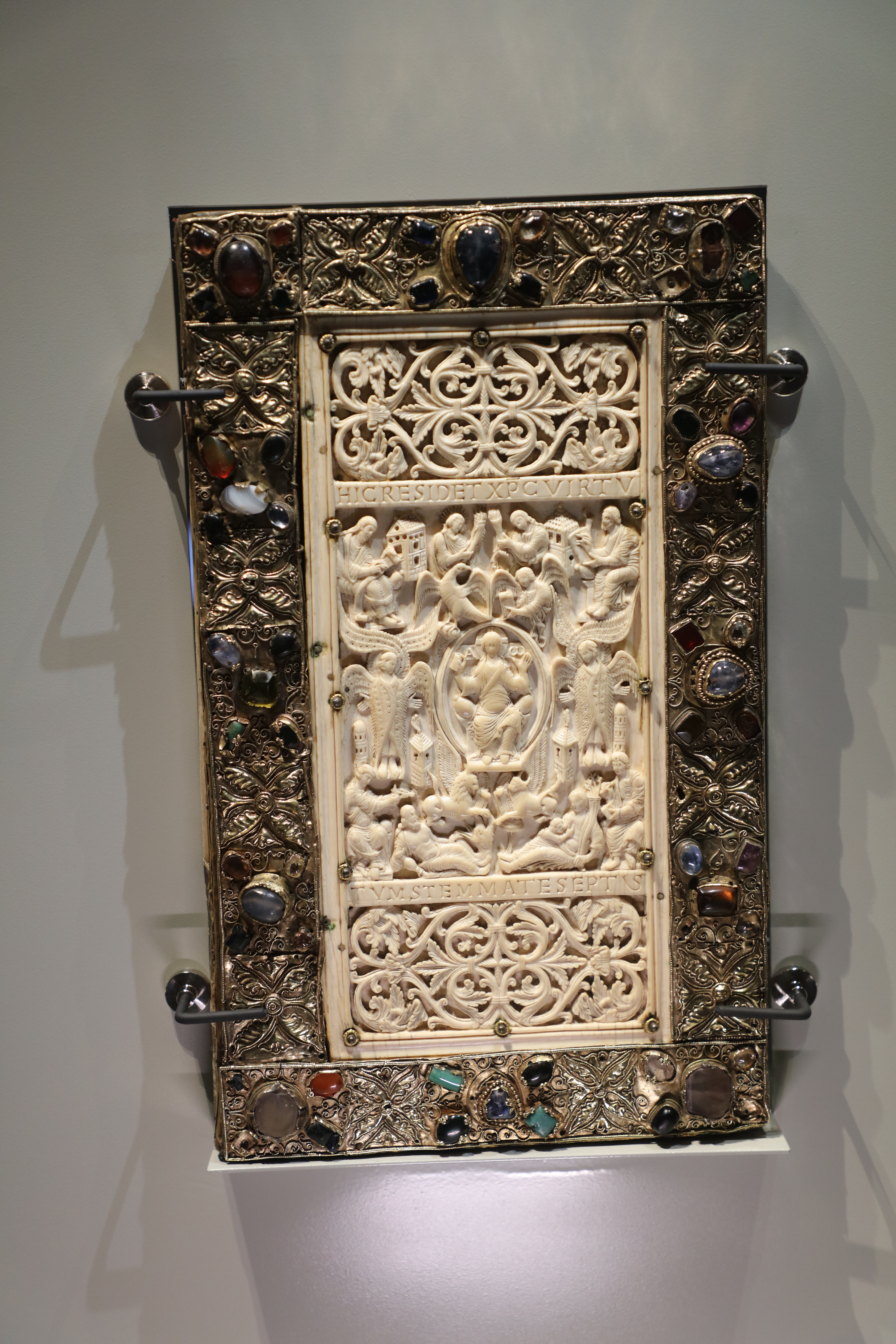
Vorderer Einband des Evangelium Longum mit Elfenbeinschnitzerei

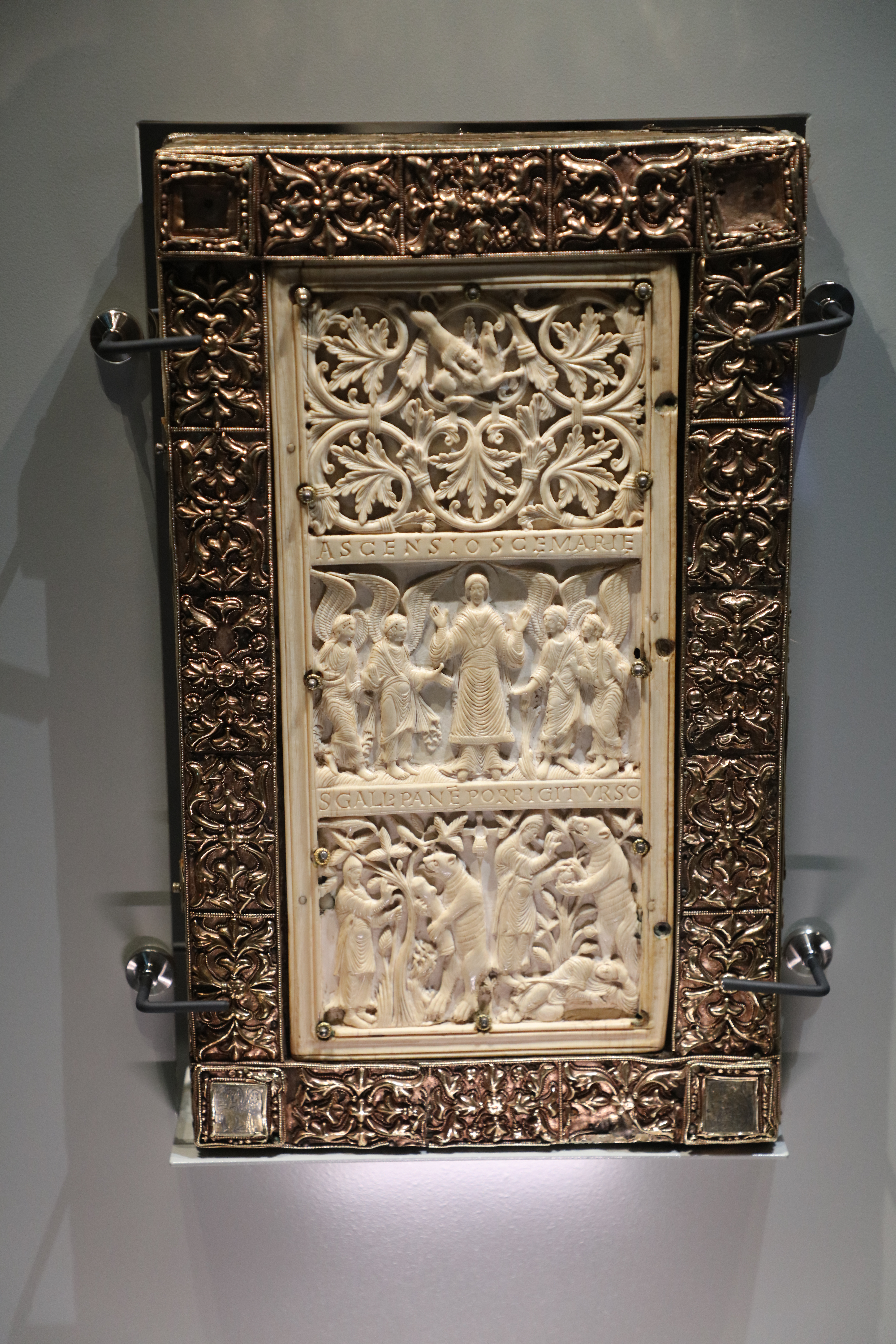
Rückseitiger Einband

Das Evangelium longum ist ein liturgisches Evangelistar, das um 894 im Kloster St. Gallen entstand.
Schöpfer waren die Mönche Sintram (kalligraphierte Schrift) und Tuotilo (Einband mit geschnitzten Elfenbeintafeln in einem Holzkasten). Das lateinische Evangelien-Perikopenbuch im Format 398 × 235 mm wurde zur Verkündung des Evangeliums im Hochamt genutzt.
Das originale Evangelistar befindet sich heute in der Stiftsbibliothek St. Gallen und wird als Codex Sangallensis 53 (Signatur Cod. Sang. 53) geführt. Es gehört zu den ständig präsenten Ausstellungsgütern der Stiftsbibliothek.
Ausserdem ist es im Rahmen des „e-codices“-Projekts der Universität Fribourg als Digitalisat zugänglich.

## Geschichte
Über kein anderes mittelalterliches Buch weiss man so viel wie über das Evangelium longum. Nicht nur sind der Auftraggeber sowie die an der Herstellung beteiligten Künstler namentlich bekannt, sondern auch das Entstehungsjahr des Manuskripts kann genau festgestellt werden. Dies gelingt mithilfe sogenannter dendrochronologischer Untersuchungen, bei denen das Schlagdatum eines Baumes anhand seiner Jahrringe ermittelt wird. Eine solche Examinierung wurde in den 1970er Jahren an den Holzbestandteilen des Einbandes durchgeführt. Bestätigt wird die Datierung auf das Jahr 894 durch eine um 1050 verfasste Erzählung über die Entstehung des Evangelium longum in den St. Galler Klostergeschichten (Casus sancti Galli von Ekkehart IV.).
Eine Inschrift auf dem vorderen längsseitigen Rand des rückseitigen Deckels identifiziert eine Frau namens Amata eindeutig als Wohltäterin und als «Mit-Stifterin» des Evangelium longum: „Ad istam paraturam Amata dedit duodecim denarios“ („An diese Ausstattung gab Amata 12 Denare“). Dieser Betrag machte einen beträchtlichen Anteil der Gesamtkosten des aufwändig ausgestatteten Buches aus. Zudem steht Amatas Name auch auf Seite 199 über dem Textspiegel ehrend in Goldschrift geschrieben. Auf den nachfolgenden Seiten 200 bis 233 ist jeweils ein grosses goldenes A über dem Text angebracht, das die Verdienste der Stifterin für das Buch würdigt. Über Amata ist bekannt, dass sie Güter in der Gegend von Lenggenwil und Niederhelfenschwil besass, die sie 903 an das Kloster St. Gallen übertrug. Das Evangelium longum ist nur eine von zwei der frühmittelalterlichen Prachthandschriften der Stiftsbibliothek St. Gallen, die mit dem Namen einer Frau verbunden sind. Die andere ist das kurz vorher entstandene Gundis-Evangelistar.
Die Geschichte der Handschrift beginnt mit den zwei über 500 cm2 grossen Elfenbeintafeln, die in den Einband eingearbeitet wurden. In den Casus sancti Galli äussert Ekkehart IV. sich folgendermassen über die Tafeln: „Es waren aber ehemalige Wachstafeln zum Schreiben, wie sie, laut seinem Biographen, Kaiser Karl beim Schlafengehen gewöhnlich neben sein Bett gelegt haben soll“. Diese von Karl dem Grossen als Schreibunterlage benutzen Tafeln gelangten wohl über das Testament Kaiser Karls an den Erzstuhl von Mainz und von dort in die Hände Hattos, des damaligen Erzbischofs von Mainz (891–913). Dieser sollte König Arnulf (850–899) nach Italien begleiten und bat deshalb seinen Freund, den St. Galler Abt Salomo (890–920), seinen Schatz treuhänderisch aufzubewahren. Statt den Schatz wie versprochen zu hüten, verbreitete Salomo III. allerdings bald ein Gerücht über Hattos Tod und bemächtigte sich des Schatzes. Das meiste davon verteilte er an die Armen, einen Teil spendete er dem Konstanzer Münster und den Rest, unter anderem die beiden Elfenbeintafeln, integrierte er in den St. Galler Klosterschatz. Dann beauftragte er seinen talentiertesten Künstler, den Mönch Tuotilo († 913), mit der Verzierung der beiden Tafeln, während der Mönch Sintram, der als exzellenter Schönschreiber bekannt war, den Auftrag erhielt, ein Evangelistar zu schreiben.
Wie Johannes Duft und Rudolf Schnyder erklären, wurde lange fälschlicherweise angenommen, dass Tuotilo nur eine der beiden Tafeln verziert habe, da dem Bericht Ekkeharts zu entnehmen ist, dass „das eine [Diptychon] mit Bildwerk herrlich ausgeziert [war]; das andere war von feinster Glätte, und eben diese polierte übergab Salomo unserem Tuotilo zum Beschnitzen“. Untersuchungen bezüglich des Alters der Schnitzarbeiten haben aber ergeben, dass diese aus der gleichen Zeit und von derselben Hand, nämlich der Tuotilos, stammen.
Das Evangelium longum, das wegen seines ungewöhnlich hochrechteckigen Formats so genannt wird, sollte als Prachtevangelistar dienen, das bei wichtigen Anlässen wie den grossen Kirchenfesten oder dem Adventus hochrangiger Gäste hervorgeholt wurde. Bemerkenswerterweise wurden die Perikopen, die den Inhalt des Buches bilden, für den Einband geschaffen, nicht der Einband für das Buch.

## Beschreibung

### Einband
Das zentrale Element des Einbandes des Evangelium longum sind die beiden von Tuotilo geschnitzten Elfenbeintafeln. Ihre Grösse gilt damals wie heute als aussergewöhnlich. Ekkehart schreibt, dass die Tafeln von einem Ausmass sind, „als sei der mit solchen Zähnen ausgestattete Elefant gegenüber seinen Artgenossen ein Riese gewesen“. Zur Ausbesserung von Löchern im Elfenbein wurden Knochenstücke verwendet.
Die Vordertafel des Evangelium longum (320 × 155 mm, Dicke 9 bis 12 mm) stellt eine „Maiestas Christi“ dar. In der Mitte ist Christus in der Mandorla (mandelförmiger Heiligenschein) abgebildet, in seiner Rechten hält er das Buch des Lebens. Auf beiden Seiten seines Haupts sind ein Alpha und ein Omega eingeschnitzt. Weiter flankieren zwei Seraphim und Leuchttürme mit Feuerfackeln Christus. In den Ecken des Bildfeldes sind die Evangelisten (Johannes, Matthäus, Markus und Lukas) dargestellt, während sich direkt um Christus herum ihre jeweiligen Symbole (Adler, geflügelter Mensch, Löwe und Stier) befinden. Laut Anton von Euw stellen die vier Evangelisten die „Quadriga Virtutum“ aus der Tugendlehre Alkuins dar, auf denen sich der Mensch zum Himmelsthron aufschwingen soll. Schliesslich befinden sich am oberen Bildrand Sonne und Mond, personifiziert durch Sol und Luna, und am unteren Ozean und Erde, dargestellt als Oceanus und Tellus mater. Das narrative Bildfeld in der Mitte der Tafel wird oben und unten von ornamentalen Partien gerahmt, die durch zwei Stege abgetrennt sind. Auf den Stegen findet sich folgende Inschrift: HIC RESIDET XPC VIRTVTVM STEMMATE SEPTVS (Hier thront Christus umgeben vom Kranz der Tugenden).
Die rückseitige Tafel (320 × 154 mm, Dicke 9 bis 10 mm), auch „Gallustafel“ genannt, bildet die Himmelfahrt Mariens sowie die Geschichte von Gallus und dem Bären, der bekannteste Teil der Gründungslegende von St. Gallen, ab. Zuoberst findet sich auch auf der Rückseite des Einbandes ein ornamentaler Teil und die drei Teile sind wiederum durch Stege getrennt. Auf dem oberen Steg steht ASCENSIO S[AN]C[TA]E MARI[A]E (Die Auffahrt der heiligen Maria), auf dem unteren S[ANCTVS] GALL[VS] PANE[M] PORRIGIT URSO (Der heilige Gallus reicht dem Bären ein Brot).

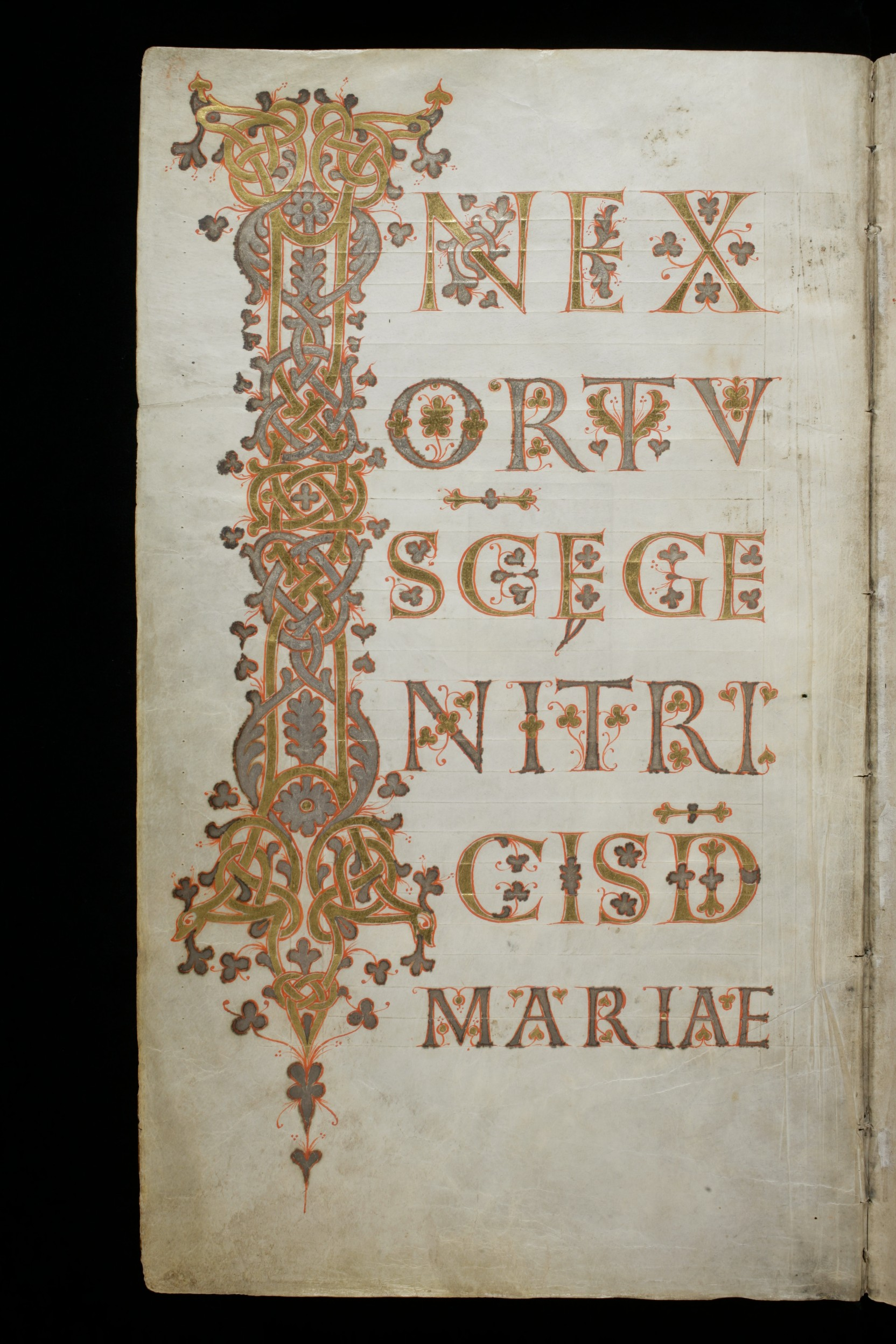
Seite 6 des Evangelium longum

Eingerahmt werden die beiden Elfenbeintafeln von einem Eichenholzrahmen mit darauf montierten Edelmetallfassungen. Für die Schaffung dieses mit Gold und Edelsteinen aus dem Schatz Bischof Hattos verzierten Rahmens war ebenfalls der Mönch Tuotilo verantwortlich. Neuesten Erkenntnissen zufolge wurde die Edelmetallverkleidung der Vordertafel im 10. Jahrhundert ersetzt. Dies könnte mit einer Geschichte zusammenhängen, die in Ekkeharts Casus sancti Galli in Kapitel 74 vorkommt: Demnach wollte ein Mönch im Jahre 954 das Evangelium longum beim Empfang seines Abts (Abt Craloh) diesem nicht zum Kuss darreichen und warf es ihm stattdessen zu. Dabei fiel es zu Boden und die Vorderseite wurde beschädigt.

### Buchblock
Der Buchblock des Evangelium longum wurde vom Mönch Sintram beschrieben, von dem Ekkehart sagt, dass seine „Finger alle Welt bewundert“ und dessen „elegante Schrift durch ihre Stetigkeit besticht“. Auch Johannes Duft und Rudolf Schnyder sprechen von einer „bewundernswert [einheitlichen], erstaunlich [ruhigen] und [ausgeglichenen] Hand“. Die mit einem Griffel sorgfältig linierten Seiten wurden in der für das 9. Jahrhundert in St. Gallen typischerweise verwendeten Hartmut-Minuskel beschrieben. Abt Hartmut (872–883) entwickelte diese spätkarolingische Buchminuskel eigenhändig in und für St. Gallen. Jeder Satz im Evangelium longum beginnt mit einer golden ausgemalten Majuskel, was in zwanzig bis dreissig solcher Majuskeln pro Seite resultiert. Auf einigen Seiten finden sich auch goldene Initialen, von denen, laut Ekkehart, zwei, nämlich das L und C auf den Seiten 7 und 11, Abt Salomo persönlich gemalt und vergoldet haben soll. Bei einer genaueren Analyse der Initialen wird allerdings ersichtlich, dass sie von derselben Hand stammen wie der Rest des Manuskripts, nämlich von der Sintrams. Wie Anton von Euw bemerkt, muss Ekkeharts Kommentar also als „Ruhmesfloskel“ zugunsten Abt Salomos gewertet werden.

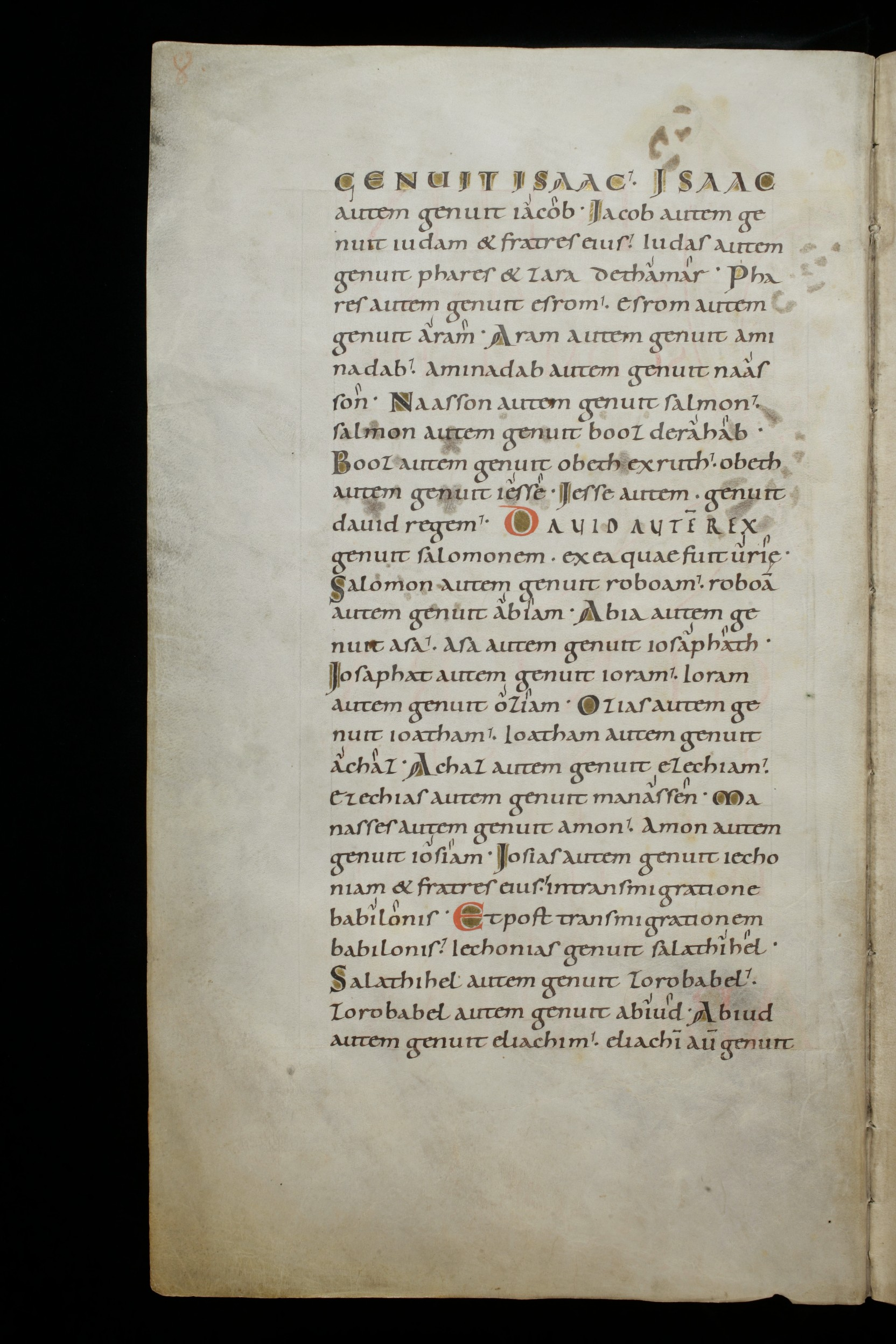
Textseite des Evangelium longum (S. 8) mit goldenen Majuskeln an den jeweiligen Satzanfängen

Bezieht man die beiden auf den Vorder- und den Rückendeckel geklebten Spiegelblätter und die zwei Vorsatzblätter mit ein, besteht der Band aus 154 Pergamentblättern. Diese wurden um 1800 vom St. Galler Stiftsbibliothekar Ildefons von Arx vom ersten Vorsatzblatt an in arabischen Zahlen (1–304) mit Rotstift paginiert. Das durchschnittliche Ausmass einer Seite beträgt 395 × 230 mm, der Schriftspiegel misst 275 × 145/165 mm und jede Textseite umfasst 29 Zeilen.

## Inhalt
Das Evangelium longum enthält die lateinischen Evangelien-Perikopen, die der Diakon im feierlichen Hochamt zu singen hatte. Die Seiten 6 und 7 sind geschmückt mit zwei grossartigen Initien: Auf Seite 6 finden sich die golden und silbern gemalte Initiale „I“ sowie die Kapitalbuchstaben IN EXPORTV S[AN]C[TA]E GENITRICIS D[EI] MARIAE. Seite 7 zeigt in strahlendem Gold die Kapitalen INITIV[M] S[AN]C[T]I EUANG[ELII] SE[CVN]D[V]M MATHEV[M] und LIBER GENERATIONIS IHV XPI.
Bis Seite 10 gibt das Evangelium longum das erste Kapitel des Matthäus-Evangeliums wieder, einschliesslich des Stammbaums Jesu und des Berichts seiner Geburt aus der Jungfrau Maria. Seite 10 bildet mit den Initialen „I“ und „C“ und den Kapitalen INCIPIVNT LECTIONES EVANGELIOR[VM] PER ANNI CIRCVLVM LEGENDAE den Beginn eines neuen inhaltlichen Teils: Auf den Seiten 11 bis 233 folgen die den Evangelien entnommenen Perikopen für das sogenannte Temporale, also für die Feste des Herrn sowie für die Sonntage mit Mittwoch und Freitag des ganzen Kirchenjahres. Ein kleiner Anhang beinhaltet ausserdem Perikopen zum Dreifaltigkeitssonntag und zu den Votivmessen der Wochentage von Montag bis Samstag.
Auf Seite 234 befindet sich das Initium zum zweiten Teil des Evangelium longum: INCIPIVNT LECTIONES EVANGELIOR[VM] DE SINGVLIS FESTIVITATIBVS S[AN]C[T]ORVM. Die Seiten 234 bis 290 enthalten demnach das sogenannte Sanctorale, das heisst Perikopen für die Heiligenfeste des Kirchenjahres.

## Spätere Geschichte und Bedeutung
Heutzutage befindet sich das Innere der Handschrift immer noch in erstaunlich gutem Zustand, was laut Anton von Euw dafür spricht, dass sie nie oder nur selten aufgemacht wurde. Im Gegensatz dazu bemerken Duft und Schnyder allerdings, dass der Einband des Evangelium longum mindestens zwei Restaurierungen erlebt hat. Vor 1461 wurden die Bünde des Buchblocks erneuert und der Buchrücken ersetzt, wobei auch die Goldbänder des Vorderdeckels geflickt wurden. Im 18. Jahrhundert erfolgte wohl der zweite Eingriff, bei dem erneut der Buchrücken sowie die vorderen Goldfassungen renoviert wurden.
Mehrere Faktoren machen das in St. Gallen aufbewahrte Evangelistar einzigartig. Zuerst einmal sollte mit dem Evangelium longum zweifellos nicht nur ein Buch, sondern ein „Prachtevangelistar“ geschaffen werden. So schreibt Ekkehart, dass dies ein Evangelienbuch sei, „desgleichen es unseres Erachtens nicht mehr geben wird“.
Vom materiellen Wert des Evangelium longum einmal abgesehen, ist es ausserdem eines der Manuskripte mit der am detailliertesten dokumentierten Entstehungsgeschichte (vor 900 bis heute), was es zu einem Werk von höchstem dokumentarischem Wert macht.
Abschliessend versinnbildlicht das Evangelium longum, laut David Ganz, die Verbindung der St. Galler Klosterchronik zum Hof Kaiser Karls des Grossen sowie das damals enge Band zwischen dem Kloster und dem Erzbistum Mainz.